# پیش‌فرض
پیش‌فرض یا مقدمه یک استدلال است که یک نتیجه را توجیه می‌کند، به عبارت دیگر فرضیه یک فرض است که چیزی درست است. در منطق، استدلال به یک مجموعه (حداقل دو) گزاره (که به عنوان فرضیه شناخته می‌شود) و به همراه یک گزاره دیگر (که به عنوان نتیجه یا تالی شناخته می‌شود) نیازمند است. این ساختارِ دو فرضیه و یک نتیجه، ساختار اصلی استدلال را تشکیل می‌دهد. با بهره‌گیری از یک سری قوانین، فرضیه‌های مختلف می‌تواند به یکدیگر متصل شود و منتهی به یک نتیجه شود که به این ترتیب می‌توان استدلال‌های پیچیده‌تر ساخت. همچنین با استفاده از فرضیه‌های اصلی می‌توانیم نتایج جدیدی را به دست آوریم که می‌توانند به عنوان فرضیه برای نتایج دیگر مورد استفاده قرار گیرند، یک نمونه از این روند قوانین استنتاج است.
ارسطو یافت که هر استدلالی می‌تواند به دو فرض منتهی به یک نتیجه ساده شود، بعضی اوقات فرضیه به‌طور کامل بیان نمی‌شود که این شرایط فرضیهٔ گم شده نام دارد. برای مثال:
ارسطو فانی است زیرا تمام مردان فانی هستند.
این واضح است که به‌طور ضمنی ادعا می‌شود که ارسطو مرد است. استدلال پیشین را می‌توان به صورت زیر بازنویسی کرد.
تمام مردان فانی هستند، ارسطو مرد است در نتیجه ارسطو فانی است.
در این استدلال عبارات «تمام مردان فانی هستند» و «ارسطو مرد است» فرض‌های استدلال و عبارت «ارسطو فانی است» نتیجه استدلال می‌باشد.
برای اثبات استدلال فرضیه‌ها باید صحیح باشند و استدلال معتبر باشد.